# Матијас Шлајден
Матијас Јакоб Шлајден (Хамбург, 5. април 1804 — Франкфурт на Мајни, 23. јун 1881) је био немачки ботаничар и, заједно са Теодором Шваном и Рудолфом Вирховом, суоснивач Ћелијске теорије.